# Ka'b al-Ahbar
Ka'b al-aḫbār (en arabe : كعب الأحبار, de son nom complet Abū Isḥāq Ka'b ibn Mati' al-Himyari en arabe : ابو اسحاق كعب بن ماتع الحميري) est un rabbin yéménite du VIIe siècle, membre de la tribu arabe des « Dhi Ra'in » (en arabe : ذي رعين), qui se sont convertis à l’islam. Il meurt à Homs entre 652 et 656.
Il était considéré comme la plus ancienne autorité en matière d'Isra'iliyat et de traditions de l'Arabie du Sud,. Selon la tradition islamique, il accompagna le compagnons de Mahomet Omar lors de son voyage de Médine à Jérusalem, puis Othman dont il devient un partisan. 

## Nom
Aḥbār est le pluriel de ḥibr / ḥabr, de l'hébreu ḥāber, titre académique faisant référence à un rang immédiatement inférieur au rabbin, tel qu'utilisé par les Juifs babyloniens.

## Biographie
Ka'b al-aḫbār est peu connu,. Selon des sources chiites, Ka'b al-aḫbār était un rabbin juif, parti du Yémen pour s'installer à Bilad el-Sham (Syrie). Il appartenait au clan Dhu Ra'in ou Dhu al-Kila. Ka'b est venu à Médine à l'époque du calife et compagnon du prophète Mahomet Omar ibn al-Khattab, où il s'est converti à l'islam. Il y vécut jusqu'à l'ère d'Othman.
Des historiens pensent cependant qu'il a été un crypto-juif, soit un juif pratiquant sa religion initiale en secret : « Il a continué à suivre la tradition rabbinique de sorte que les historiens islamiques ultérieurs se sont demandé s'il s'était jamais "converti" à l'islam »,,.
Après la conquête musulmane de Jérusalem (vers 635-638), le calife Omar est informé par Ka'ab al-Ahbar que le « sanctuaire [masjid] de David » que le calife désire voir mais qu'il ne reconnaît pas tel que décrit par Mahomet, est identique au site des anciens Temples juifs de Jérusalem,. Horrifié de voir l'état dans lequel se trouvait ce lieu saint, il l'aurait fait nettoyer et y aurait prié puis il ordonne la construction d'une mosquée à cet emplacement appelé de nos jours Haram al-Sharif (« le noble sanctuaire », connu en français sous le nom d'esplanade des Mosquées et partout ailleurs sous celui de mont du Temple).
Selon la tradition, Ka'b al-aḫbār croyait que « chaque événement qui s'est produit ou se déroulera en n'importe quel endroit de la Terre est écrit dans la Torah, que Dieu a révélé à son prophète Moïse ». Il aurait ainsi prédit la mort d'Omar en utilisant la Torah. Ka'b aurait dit à Omar : « Tu devrais écrire ton testament car tu mourras dans trois jours ». Omar a répondu « Je ne ressens aucune douleur ni maladie ». Abu Lulu'ah assassina Omar deux jours plus tard.
Après la mort d'Omar, Ka'b al-aḫbār a vigoureusement soutenu Othman. Par la suite, le calife Mu'awiya lui aurait demandé de devenir son conseiller à Damas, mais il a très probablement choisi de se retirer à Homs, où il est mort entre 652 et 656 après J-C, selon divers comptes rendus. Son lieu de sépulture est contesté.

## Controverse théologique
Abdullah ibn Abbas a contesté au VIIe siècle un point de vue attribué à Ka'b al-aḫbār selon lequel « le jour du jugement, le soleil et la lune seront révélés comme deux taureaux stupéfaits et jetés en enfer ». Selon Tabari, Ibn Abbas a répondu : « Ka'b a proféré un mensonge ! » trois fois, citant le Coran, que le soleil et la lune sont obéissants à Allah. Il a accusé Ka'b d'essayer d'introduire des mythes juifs dans l'islam.

## Tradition sunnite
Ibn Hajar al-Asqalani, érudit sunnite chafiite du XIVe siècle, a écrit : « Ka`b Ibn Mati` al Himyari, Abou Ishaq, dit Ka`b al-Ahbar, est digne de confiance (thiqah). Il appartient à la 2e génération. Il a vécu à la fois avant et après la révélation de l'islam. Il a vécu au Yémen avant de s'installer au Sham [~Syrie]. Il est mort pendant le califat d'Othman, à plus de 100 ans. Aucun de ses hadiths ne se trouve dans Boukhari. Il est mentionné une fois dans Mouslim où Abu Huraira le cite réprenant le récit d'Abou Salih sur l'autorité d'al-A`mash ».
L'exégète Tabari a abondamment cité Ka'b dans son Histoire des prophètes et des rois. D'autres auteurs sunnites mentionnent également Ka'b et ses récits avec les califes Omar, Othman et Muawiyah.

### Mention dans les hadith
Ka'b est mentionné dans certains canons de hadîth. L'un d'entre eux rapporte que le calife Omar ibn al-Khattâb l'a nommé personnellement émir des musulmans.

## Tradition chiite
Dans la tradition chiite, Ka'b est considéré comme un personnage peu fiable. Muhammad al-Tijani, un érudit chiite du XXe siècle, écrit : « il était un Juif du Yémen qui prétendait avoir embrassé l'islam puis s'est rendu à Médine sous le règne d'Omar ibn al-Khattâb ».
Après avoir cité un hadith, Muhammad Jawad Chirri écrit : « Ce dialogue devrait nous alerter sur la tentative trompeuse et réussie de Ka'b d'influencer les événements futurs par des suggestions sataniques. Il contient beaucoup de tromperies qui ont produit de nombreux résultats néfastes pour l’islam et les musulmans ».

## Ses paroles
Dans le livre Ascétisme et tendresse, Ka'b al-Ahbar dit : « Alors que les enfants d'Israël priaient dans le Temple de Jérusalem, deux hommes sont venus. L'un d'eux est entré et l'autre n'est pas entré. Il s'est arrêté dehors aux portes de la mosquée et a dit : J'entre dans la Maison de Dieu. Personne comme moi n'entre dans la Maison de Dieu. J'ai fait telle et telle chose. Et il s'est mis à pleurer mais n'est pas entré. Ka'b dit : Il a donc été écrit le lendemain qu'il était un homme véridique »
Dans le livre (Rappel complet des doctrines des juristes des pays), on rapporte qu'Omar bin Al-Khattab voulait aller en Irak, alors Ka'b Al-Ahbar lui a dit : « N'y va pas, ô Commandeur des Croyants, car il y a neuf dixièmes de magie, et il y a des djinns méchants, et il y a une maladie mortelle »[réf. nécessaire].